# Aclista striolata
Aclista striolata är en stekelart som först beskrevs av Thomson 1858.  Aclista striolata ingår i släktet Aclista, och familjen hyllhornsteklar. Arten är reproducerande i Sverige.